# 都通停留場
都通停留場（日语：／ Miyako dōri teiryūjō */?），又稱都通電車站，是位於鹿兒島縣鹿兒島市中央町，鹿兒島市交通局（鹿兒島市電）唐湊線的電車站。車站編號為N12。

## 歷史
- 1950年10月1日 - 鹿兒島市交通課開設此站。
- 1956年5月10日 - 改組成為鹿兒島市交通局車站。

## 電車站構造
此電車站設有2面2線的相對式低地台月台。兩月台不可讓輪椅人士和電動輪椅人士上落。此站是無人車站，不可於站內購買車票。

### 運行系統
此電車站是唐湊線電車站之一。■2系統會駛入此站。

## 使用狀況
| 1日上下車人次變化 | 1日上下車人次變化 |
| 年度              | 1日平均人次       |
| ----------------- | ----------------- |
| 2011年            | 952               |
| 2012年            | 912               |
| 2013年            | 877               |
| 2014年            | 853               |
| 2015年            | 868               |

## 電車站周邊
- 鹿兒島市立中洲小學（日语：鹿児島市立中洲小学校）
- 鹿兒島縣立甲南高等學校
- 南國中心大樓
- 埃爾塔（23番街區重建大廈）
- Artnature（日语：アートネーチャー）鹿兒島店
- 東橫Inn鹿兒島中央站前東出口
- 南日本銀行（日语：南日本銀行）中央站前大廈
- 鈴屋商務酒店

## 巴士路線
- 南國交通（日语：南国交通） - 都通巴士站

## 相鄰電車站
鹿兒島市交通局
鹿兒島市電■2系統
鹿兒島中央站前（N11）－都通（N12）－中洲通（N13）

## 注腳
1. ↑  国土数値情報(駅別乗降客数データ)  （页面存档备份，存于）（日語） - 國土交通省，2018年12月10日參閲

## 外部連結
- 鹿兒島市交通局 （页面存档备份，存于）（日語）